# Nordkoreanisches Kernwaffenprogramm
Das nordkoreanische Kernwaffenprogramm ist ein von der Regierung Nordkoreas betriebenes militärisches Programm zur atomaren Aufrüstung des Landes. Das Programm war ursprünglich ein Forschungsprogramm zur Nutzung der Kernenergie zur Stromproduktion, wurde jedoch über Jahrzehnte von Nordkorea zu militärischen Zwecken umfunktioniert – mit sämtlichen legalen (z. B. Vertragskündigungen) oder illegalen politischen oder anderen Mitteln (z. B. illegale Finanzierung), die dem Land nach Sanktionen durch die Vereinten Nationen (VN) und die internationale Atomgemeinschaft auferlegt wurden.
Der Fokus dieses Artikels liegt auf der Geschichte des Atomprogramms, den diplomatischen und politischen Entwicklungen sowie den Kernwaffentests. Die Kernanlagen sind genauer im Artikel Kerntechnische Anlage Nyŏngbyŏn beschrieben.

## Einleitung
Seit den frühen 1960er Jahren hat das Land eine komplexe Geschichte in der Nutzung von Kernenergie, die von friedlichen Anwendungen bis hin zur militärischen Nutzung und der Entwicklung von Kernwaffen reicht. Nordkorea war von 1974 bis 1994 Mitglied der Internationale Atomenergie-Organisation (IAEO) und war von 1985 bis 2003 Vertragspartner des Nichtverbreitungsvertrags (NVV oder NPT). Folglich gab Nordkorea an, im Jahr 2006 erstmals eine Kernwaffenexplosion erzeugt zu haben. Dies war der erste von insgesamt sechs Tests, wobei der letzte Test im Jahr 2017 erfolgte und von Experten, beispielsweise vom Sensorennetzwerk der CTBTO, detektiert wurde.

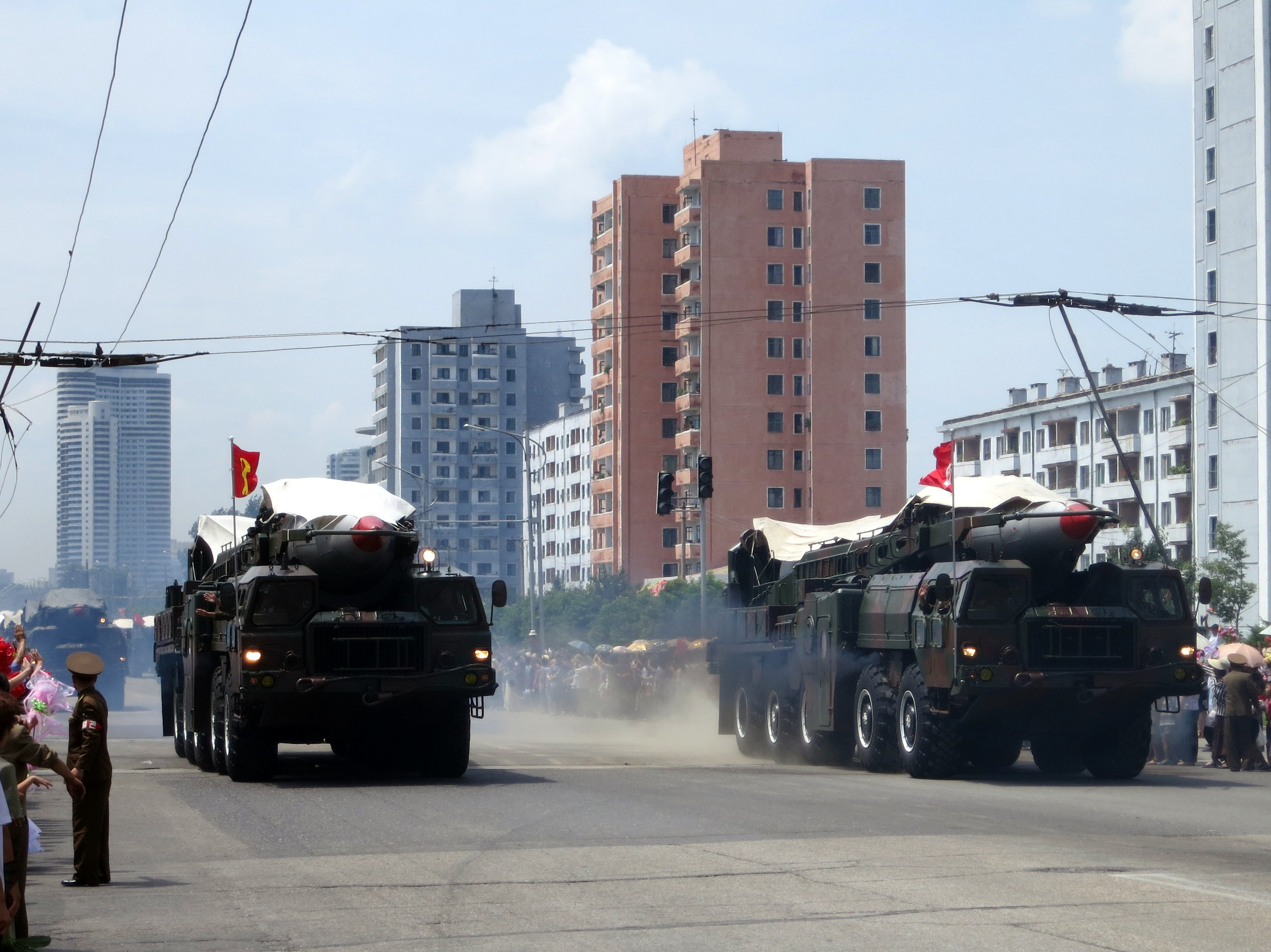
Zwei Startfahrzeug mit je einer abgedeckten Interkontinentalrakete (ICBM) vom (vermutlich) Typ Hwasong-13 bei der Parade zum Tag des Sieges 2013

Das Land behauptet, über mehrere einsatzbereite Kernwaffen sowie entsprechende Trägersysteme, darunter Interkontinentalraketen (verschiedene Raketen vom Typ Hwasong, Taepodong und Pukguksong) und Transportkomplexe (Fahrzeug oder U-Boot), zu verfügen. Nach Schätzungen von Abrüstungs- und Friedensforscher hat Nordkorea Stand 2024 ca. 50 bis 80 Kernsprengköpfe hergestellt. Man ging 2021 noch von einem Bestand von 30 Sprengköpfen aus. In dem Jahr 2015 wurden noch 20 Kernsprengköpfe geschätzt.
Trotz internationaler Sanktionen und diplomatischer Bemühungen – insbesondere seitens der USA und der IAEO – arbeitet Nordkorea seit über zwei Jahrzehnten an seiner atomaren Aufrüstung. Dies stellt eine enorme Herausforderung für den Frieden auf der koreanischen Halbinsel und die internationale Sicherheit dar und verletzt den Willen der Vereinten Nationen (VN) zur Nichtverbreitung von Kernwaffen.
Das Atomwaffenprogramm und der Status einer Atommacht wird von den Kernwaffenstaaten weder akzeptiert noch anerkannt. Die Haltung Chinas als Atommacht gegenüber Nordkorea hat sich über viele Jahre nur wenig verändert (Status quo). In dem Jahr 2006 wurden auch US-amerikanische Angriffspläne bekannt.
Seit dem Jahr 2012 bezeichnet sich Nordkorea selbst als Atommacht und hat eine eigene Nukleardoktrin sowie eine eigene Haltung gegen die Verbreitung von Kernwaffen formuliert.

## Geschichte

### Ursprünge des Atomprogramms
Die Anfänge des nordkoreanischen Atomprogramms reichen bis in die 1960er Jahre zurück. Nordkorea nahm am ehemaligen sowjetischen Atomprogramm für friedliche Zwecke teil. Die Sowjetunion stellte dem Land einen Forschungsreaktor zur Verfügung und bot dem Land ab 1956 eine Beteiligung an Forschungs- und Entwicklungsprojekten am Vereinigten Institut für Kernforschung (JINR) in Dubna an. Russland hat Nordkorea jedoch die Mitgliedschaft 2015 gekündigt.

### Kalter Krieg und danach

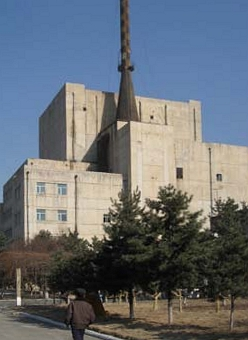
Gebäude des 1986 fertiggestellte 5-Megawatt (elektrische Leistung) Kernreaktor der kerntechnischen Anlage Nyŏngbyŏn, welcher von der IAEO inspiziert wurde und mindesten 12 Jahre betrieben wurde. Der Kernreaktor ist in der Lage Plutonium zu produzieren. Seit 2014 vermuten Experten, dass Nordkorea den Nyŏngbyŏn-Reaktor wieder in Betrieb nehmen möchte. An dem Komplex oder Standort Yongbyon befinden sich auch weitere meist ältere Anlagen und Labore, z. B. zur chemischen Separation (Wiederaufarbeitung), Metallurgie, Brennelementeherstellung usw. Nordkorea verfügt heutzutage über Urananreicherungsanlagen nahe dem Nyŏngbyŏn-Standort, die auf Gaszentrifugen-Technologie basieren. Die Führung des Landes hat die Anlage öffentlich gemacht. Foto aus dem Jahr 2009.

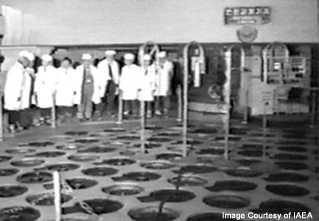
Inspektionsteam der IAEO des 5 MWe Yongbyon graphit-moderierten Kernreaktors. Die Experten stehen auf dem biologischen Schild (Schutzdecke) des Kernreaktors. Sichtbar sind Brennelemente und Kanäle. Foto aus dem Jahr 2005.

1985 trat Nordkorea auf Druck der Sowjetunion dem Atomwaffensperrvertrag bei. Nach dem Abzug der US-amerikanischen Kernwaffen aus Südkorea einigten sich Nord- und Südkorea 1992 auf ein Abkommen, das die Koreanische Halbinsel zur atomwaffenfreien Zone erklärte. Ein Jahr später verweigerte Nordkorea jedoch Inspektoren der Internationalen Atomenergie-Organisation (IAEO) den Zutritt zur kerntechnischen Anlage Nyŏngbyŏn und drohte mit dem Austritt aus dem Atomwaffensperrvertrag. Der Nyŏngbyŏn-Komplex war der zentrale Ort des Geschehens. Es gab jedoch auch noch weitere Anlagen.
Nach zähen Verhandlungen konnte eine Eskalation der Krise durch die Unterzeichnung des Genfer Rahmenabkommens (Agreed Framework) zwischen den USA und Nordkorea am 21. Oktober 1994 vorläufig abgewendet werden. 
Nordkorea verpflichtete sich darin zur Aufgabe seines Kernwaffenprogramms sowie zum Verbleib im Atomwaffensperrvertrag und zur Fortführung der Inspektionen durch die IAEO. Das 1994 gegründete Programm für die friedliche Nutzung der Kernenergie war bekannt als Korean Peninsula Energy Development Organization (KEDO).
Im Gegenzug war der Bau eines experimentellen Leichtwasserreaktors geplant, der in der Nähe des graphitbasierten 5-MWe-Kernreaktors entstehen sollte. Im Rahmen des KEDO-Programms zur friedlichen Nutzung der Kernenergie sollten zwei weitere Leistungsreaktoren am Standort Kŭmho gebaut werden, sofern das Land alle anderen Nuklearanlagen abschaltet und dekommissioniert. Mit diesem Schritt sollte verhindert werden, dass waffenfähiges Plutonium mit dem 5-MWe-Nyŏngbyŏn-Reaktor oder dem damals im Bau befindlichen 200-MWth-Reaktor nahe Thaechŏn gewonnen wird. Ein weiterer 50 MWth-Reaktor am Nyŏngbyŏn-Komplex wurde ebenfalls nie fertiggestellt. Zudem sollte Nordkorea bis zur Fertigstellung der Reaktoren jährlich Öllieferungen zur Bewältigung seiner Energieprobleme erhalten.
Am 18. April 1996 wurden die ersten „Vier-Parteien-Gespräche“ zwischen Nordkorea, Südkorea, den USA und China geführt. Aus diesen Gesprächen resultierte am 5. August 1997 die Anerkennung des Waffenstillstandsabkommens von 1953. Weitere Verhandlungen scheiterten.
Im Oktober 2001 bezeichnete US-Präsident George W. Bush Kim Jong-il als „Pygmäen“ und äußerte die Absicht zum Sturz des Staatschefs. In Bushs Rede zur Lage der Nation im Januar 2002 landete Nordkorea auf der Liste der „Schurkenstaaten“, der „Achse des Bösen“. Offiziell betont die US-Regierung jedoch bis heute, dass sie keine Absicht habe, gegen Nordkorea militärisch vorzugehen.
Im Oktober 2002 beschuldigten die USA aufgrund von Geheimdienstberichten Nordkorea, weiterhin an einem Kernwaffenprogramm zu arbeiten und dadurch die Vereinbarungen des Genfer Rahmenabkommens zu verletzen. Die nordkoreanische Regierung äußerte sich nicht direkt zu den Vorwürfen, ließ aber verlauten, dass sie aufgrund der „amerikanischen Aggression“ prinzipiell berechtigt sei, ein solches Programm zu verfolgen. Als Konsequenz stellten die USA im Dezember die Öllieferungen an Nordkorea ein. Daraufhin erklärte Nordkorea am 10. Januar 2003 seinen Austritt aus dem Atomwaffensperrvertrag. Im Mai desselben Jahres erklärte es das Abkommen mit Südkorea über eine kernwaffenfreie Koreanische Halbinsel für nichtig. Die Angaben der US-Geheimdienste 2002 zur angeblichen Fähigkeit der Volksrepublik, große Mengen hochangereicherten Urans herstellen zu können, erwiesen sich als Teil einer Desinformationskampagne und weit überzogen, wie man im Februar 2007 einräumen musste.

### Bekanntmachung der nuklearen Fähigkeit
Am 10. Februar 2005 gab Nordkorea schließlich öffentlich bekannt, einsetzbare Kernwaffen zu besitzen, und kündigte zugleich Kernwaffentests an. Gleichzeitig erklärte es seinen Rückzug aus den Sechs-Parteien-Gesprächen über die Beilegung des Atomstreites und drohte mit dem Ausbau seines Arsenals. Die staatliche Nachrichtenagentur Nordkoreas, KCNA, warf in der Verlautbarung den USA eine „Politik zur Isolierung und Erstickung“ vor und rechtfertigte den Kernwaffenbesitz als Mittel der Selbstverteidigung gegen die USA.
Die wieder aufgenommenen Sechs-Parteien-Gespräche gipfelten am 19. September 2005 in einer gemeinsamen Erklärung, in der Nordkorea seine Bereitschaft signalisierte, sein Kernwaffenprogramm zugunsten wirtschaftlicher und technologischer Hilfe aufzugeben.

## Finanzierung
Laut einem UN-Bericht, dessen Inhalt im August 2019 bekannt wurde, finanziert Nordkorea seine Rüstungsprogramme und das Atomwaffenprogramm maßgeblich aus Cyberangriffe mit einer geschätzten Beute von 2 Milliarden US-Dollar.
Als Urheber der Cyber-Angriffe wird der nordkoreanische Geheimdienst oder das Generalbüro für Aufklärung genannt. Genauer ist das Büro 121 für Cyberangriffe bekannt geworden. In diesem Kontext ist auch das Büro 39 zu erwähnen, welches für Geld durch illegale Einnahmen sorgt.
Es mögen weitere Einnahmequellen existieren, diese sind jedoch unbekannt bzw. hier nicht dokumentiert.

## Übergang zur Urananreicherung
Das Land hatte in den 1990er Jahren Kontakte zu Pakistan. Letzteres ist selbst für die Weiterverbreitung von Kerntechnik bekannt, speziell die Gaszentrifugentechnologie zur Isotopentrennung von Uran (vgl. Abdul Kadir Khan oder BBC China). Pakistan hat eigenen Aussagen zufolge im Jahr 2005 seine Kontakte zu Nordkorea beendet. Experten gehen davon aus, dass Nordkorea diese Technologie teilweise übernommen oder selbst entwickelt hat. Parallel zu den Entwicklungen eines friedlichen Atomprogramms und der Nutzung der Kernenergie durch Leichtwasserreaktoren hat das Land eine eigene Urananreicherung und vermutlich entsprechende Anlagen (Fluoridtechnologie für Uranhexafluorid) aufgebaut und auch öffentlich gemacht. Genauere Details sind jedoch nicht bekannt, wobei sich die bekannten Gaszentrifugen am Standort Nyŏngbyŏn befinden.
In diesem Zusammenhang sei das Atomprogramm des Irans erwähnt, welches ebenfalls auf Urananreicherung setzt, um Spaltmaterial für die Herstellung möglicher Kernwaffen zu gewinnen.

## Sicherheitspolitische Dimension
Nordkorea wurde 1948 unter Kim Il-sung gegründet. Im selben Jahr wurde die Republik Korea (Südkorea) gegründet. Kurz darauf, im Jahr 1950, begann der Koreakrieg, der bis 1953 andauerte. Ab 1958 stationierten die USA Atomwaffen in Südkorea, um Nordkorea abzuschrecken. Dieser Schutz dauerte bis 1991, als die letzte US-amerikanische Atomwaffe nach 33 Jahren abgezogen wurde. Die Abschreckung des Nordens erfolgt heute mit Unterstützung der USA, um zu vermeiden, dass Südkorea eigene Atomwaffen herstellt (Proliferation). Das Ziel der USA sowie Südkoreas ist eine vollständige Denuklearisierung Nordkoreas und der koreanischen Halbinsel um langfristigen Frieden, Sicherheit und Stabilität zu schaffen.

## Chronologie der Testserien

Vergleich der seismischen Wellenformen der sechs Atomwaffentests Nordkoreas an der Station MDJ (Mudanjiang, China).

### Kernwaffentest 2006 (1. Test)
Am 3. Oktober 2006 kündigte Nordkorea den Test einer Kernwaffe bzw. eines nuklearen explosiven Geräts an; man sei durch den Druck der USA dazu gezwungen worden. Der Test wurde nach nordkoreanischen Angaben am 9. Oktober 2006 erfolgreich durchgeführt. Die Angaben der nordkoreanischen Regierung wurden durch amerikanische und südkoreanische Seismologen insoweit bestätigt, als sie um 10:36 Uhr Ortszeit (03:36 Uhr MESZ) eine starke Erschütterung in Hwadaeri in der Nähe von Kilchu (40° 58′ N, 129° 19′ O) (Provinz Hamgyŏng-pukto) im Nordosten des Landes registriert hatten. Auch die russische Regierung bestätigte, dass ihre Überwachungssysteme einen unterirdischen Kernwaffentest in Nordkorea entdeckt hatten.
Der südkoreanische Geheimdienst geht davon aus, dass die getestete Bombe eine Sprengkraft von 550 Tonnen (0,55 Kilotonnen) TNT besaß. Ihre Sprengkraft hätte damit weit unter dem der ersten in einem Krieg abgeworfenen Atombombe, „Little Boy“, gelegen, die am 6. August 1945 mit einer Sprengkraft von etwa 12,5 Kilotonnen TNT von den USA auf Hiroshima abgeworfen worden war. Aufgrund der geringen Sprengkraft gibt es Vermutungen, dass die Detonation auf einen konventionellen Sprengsatz zurückgehen könnte. Das französische Verteidigungsministerium geht mittlerweile davon aus, dass entweder der Kernwaffentest misslungen ist oder die Explosion durch einen konventionellen Sprengsatz ausgelöst wurde. Die CTBTO hat sich bisher nur zurückhaltend geäußert. Zwar gibt es Messungen einer erhöhten Zahl an radioaktiven Partikeln des Isotops Xenon 133, die auf eine Freisetzung am Explosionsort hindeuten, das Messnetz war jedoch zum Zeitpunkt des Tests noch nicht vollständig einsatzbereit. Geheimdienstkreise bestätigen eine Messung radioaktiver Partikel.

#### Internationale Reaktionen
Weltweit kritisierten zahlreiche Regierungen den Bombentest scharf; selbst das mit Nordkorea verbündete China drohte Konsequenzen an. Südkorea versetzte seine Truppen an der innerkoreanischen Grenze in Alarmbereitschaft. Außerdem unterbrach es seine Unterstützung für die Bevölkerung im Norden.
Japan untersagte den Handel und Schiffstourismus mit Nordkorea und verschärfte die Einreisebestimmungen für Nordkoreaner.
Der Sicherheitsrat der Vereinten Nationen entschied am 14. Oktober 2006 mit der Resolution 1718, Forderungen an Nordkorea zu stellen und Sanktionen bei Nichtbefolgung zu verhängen. So wurden der Import und Export einiger militärischer Güter und Dienstleistungen sowie von Luxusgütern verboten. Ebenfalls wurden Sanktionen gegen Personen verhängt, die das Kernwaffenprogramm Nordkoreas fördern. Diese Sanktionen umfassen finanzielle Maßnahmen und ein Reiseverbot. Überwacht werden diese Maßnahmen durch ein vom Sicherheitsrat eingerichtetes Komitee.

### Kernwaffentest 2009 (2. Test)

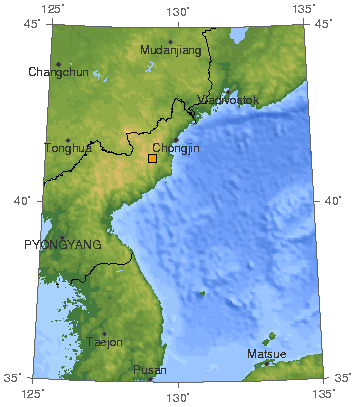
Ort des zweiten Kernwaffentests (2009)

Nordkorea hatte nach eigenen Angaben am 5. April 2009 eine Trägerrakete mit dem Kommunikationssatelliten Kwangmyŏngsŏng-2 trotz internationaler Proteste gestartet. Der UNO-Sicherheitsrat verurteilte den Raketenstart am 13. April 2009. Aus Protest hiergegen erklärte das Außenministerium Nordkoreas am 14. April 2009 das Ende der Sechs-Parteien-Gespräche über das nordkoreanische Kernwaffenprogramm und dessen konsequente Fortsetzung.
Am 25. Mai 2009 wurde ein weiterer Kernwaffentest durchgeführt. Nach russischen Angaben erreichte der Sprengsatz eine Sprengkraft von 20 Kilotonnen. Zusätzlich zu dem Kernwaffentest wurden mehrere Kurzstreckenraketen abgefeuert.
Als Reaktion auf diesen Kernwaffentest beschuldigte der UNO-Sicherheitsrat Nordkorea einstimmig der Verletzung der Resolution 1718 und kündigte eine neue Resolution an. Daraufhin drohte das nordkoreanische Außenministerium mit weiteren Maßnahmen zur Selbstverteidigung, sollten die Vereinten Nationen Sanktionen für den Kernwaffentest aussprechen. Währenddessen gab der US-amerikanische Verteidigungsminister Robert Gates am 30. Mai 2009 auf einer Sicherheitskonferenz in Singapur bekannt, dass die Vereinigten Staaten ein atomar gerüstetes Nordkorea nicht akzeptieren werden.
Fast zwei Wochen später, am 12. Juni 2009, verabschiedete der UNO-Sicherheitsrat aufgrund des Kernwaffentests und der Raketenstarts einstimmig die Resolution 1874. Diese sieht härtere Sanktionen gegen das Land vor; dazu zählen ein verschärftes Waffenembargo und erhöhte Auflagen für Finanzgeschäfte. Die USA gaben bekannt, Schiffe mit Schmuggelware, die mutmaßlich für Nordkorea bestimmt ist, stoppen zu wollen. Die nordkoreanische Regierung reagierte einen Tag später mit der Ankündigung, erneut Uran anzureichern, und drohte mit einer militärischen Aktion. Zudem würde alles zur Verfügung stehende Plutonium für die Waffenproduktion verwendet werden. Am 16. Juni 2009 bekräftigten US-Präsident Barack Obama und sein südkoreanischer Amtskollege Lee Myung-bak eine harte Haltung gegen Nordkorea. Obama bezeichnete das Kernwaffenprogramm als „schwere Bedrohung für die Welt“ und rief das Land zu Verhandlungen auf. Am selben Tag verhängte Japan ein vollständiges Exportembargo gegen Nordkorea.

### Möglicher Kernwaffentest 2010
Im Mai 2010 wurden von Messstationen in Südkorea Radionuklide des Edelgases Xenon gemessen. Diese Messungen führten zu Vermutungen, dass es einen weiteren Kernwaffentest geringer Sprengkraft in Nordkorea gegeben habe. Jedoch wurde kein entsprechendes seismisches Signal im entsprechenden Zeitraum gemessen, welches zu einem gut an das Erdreich gekoppelten Test mit mehr als 1 Tonne Sprengkraft passen würde.
Ein Bericht der Vereinten Nationen aus dem Jahr 2012 stellt hierzu fest, dass zwei der Sicherheitsratsmitglieder einen solchen Test ausschließen und dass die Mehrheit unabhängiger Experten ebenfalls nicht vom Stattfinden eines solchen Tests überzeugt seien. Der Test wird daher auch nicht in neueren Analysen des nordkoreanischen Kernwaffenprogrammes aufgeführt.

### Kernwaffentest 2013 (3. Test)
Fotoaufnahmen US-amerikanischer Spionagesatelliten enthielten ab Dezember 2012 Hinweise auf verstärkte Aktivitäten im Kernwaffentestgelände Punggye-ri (Punggye Ri). Forscher folgerten daraus einen möglicherweise bevorstehenden Kernwaffentest. Im Januar 2013 verdichteten sich die Hinweise.
Am 12. Februar 2013 gegen 12 Uhr Ortszeit (4 Uhr MEZ) registrierten die Erdbebenwarten mehrerer Länder einen künstlich verursachten Erdstoß der Stärke 4,9 bis 5,2 in Nordkorea. Das Hypozentrum lag etwa einen Kilometer unter der Erdoberfläche in der Region Kilchu im Nordosten des Landes, in der das Kernwaffentestgelände Punggye-ri liegt. Zuvor hatte die staatliche Nachrichtenagentur KCNA eine „Aktion hoher Intensität“ angekündigt. Nach dem Erdbeben gab KCNA einen unterirdischen Test einer leichten, miniaturisierten Kernwaffe – jedoch von größerer Stärke als bisher – bekannt. Die Sprengkraft wurde von Südkorea auf 6 bis 7 Kilotonnen TNT-Äquivalent geschätzt, was etwa der halben Sprengkraft der Hiroshima-Atombombe entspricht. Deutsche Experten der Bundesanstalt für Geowissenschaften und Rohstoffe (BGR) taxierten die Sprengkraft auf 40 Kilotonnen.

#### UNO-Sanktionen und Folgen
Als Konsequenz dieses Kernwaffentests beschloss der UNO-Sicherheitsrat am 7. März 2013 einstimmig, die Sanktionen gegen Nordkorea zu verschärfen. Beschlossen wurden unter anderem Reiseverbote und Kontosperren. Vor der Sitzung des Sicherheitsrates hatte die nordkoreanische Führung den Vereinigten Staaten und Südkorea erstmals mit einem nuklearen Präventivschlag gedroht. Als Reaktion auf die neuen UNO-Sanktionen kündigte Nordkorea Stunden später den Nichtangriffspakt mit Südkorea sowie alle weiteren diesbezüglichen Übereinkommen. Ebenso werde der als „Rotes Telefon“ bekannte ständige Verbindungskanal zum Süden geschlossen. Weiterhin kündigte Nordkorea einen Ausbau seines Nukleartechnikprogramms an.

### Kernwaffentests 2016 (4. und 5. Test)

#### 6. Januar
Am 6. Januar 2016 gab die Regierung von Nordkorea bekannt, erstmals sei ein erfolgreicher Test einer Wasserstoffbombe durchgeführt worden. Von chinesischen und US-amerikanischen Erdbebenwarten wurden seismische Signale in der Nähe des Kernwaffentestgeländes Punggye Ri gemessen, die auf eine Kernwaffenexplosion hindeuten. Allerdings passt die bei einer Wasserstoffbombe zu erwartende Höhe der seismischen Aktivität nicht zu den gemessenen Werten, da die Sprengkraft einer Wasserstoffbombe im Normalfall um ein Vielfaches höher liegt als bei einer Spaltbombe. Vielmehr gehen Experten von einer mittels Wasserstoff geboosteten Spaltbombe aus. Die Volksrepublik China, die in der Vergangenheit häufiger die nordkoreanischen Positionen unterstützt hatte, verurteilte den Test in deutlichen Worten. Auf Antrag der USA und Japans berief der Sicherheitsrat der Vereinten Nationen daraufhin eine Dringlichkeitssitzung ein. Am 10. Januar 2016 überflog ein US-amerikanischer B-52-Bomber Südkorea, was international als Bekräftigung der amerikanisch-südkoreanischen Militärallianz und als Warnung an Nordkorea verstanden wurde, die Situation nicht zu sehr zu eskalieren.
Einen Monat nach dem Kernwaffentest wurde von Nordkorea ein weiterer Raketentest durchgeführt. Nach Angaben des nordkoreanischen Staatsfernsehens wurde am 7. Februar mit einer Unha-3-Trägerrakete der Erdbeobachtungssatellit Kwangmyŏngsŏng-4 in eine Umlaufbahn gebracht. Die Vereinigten Staaten, Südkorea und Japan betrachteten den Start aber als Test einer atomar bestückbaren Langstreckenrakete. Der Sicherheitsrat der Vereinten Nationen hat den Raketentest verurteilt und neue Sanktionen angekündigt. Als Reaktion auf den Raketenstart beabsichtigen die Vereinigten Staaten, eine mobile Einheit des Raketenabwehrsystems THAAD nach Südkorea zu verlegen. Weitere Staaten ergriffen ebenfalls Maßnahmen: so schloss Japan die Häfen für Schiffe aus Nordkorea und schränkte finanzielle Transaktionen ein, Südkoreas Regierung stellte den Betrieb des gemeinsamen Industrieparks Kaesong ein und verstärkte die Propagandabeschallungen an der Grenze. Im Gegenzug verwies Nordkorea die noch in Kaesong verbliebenen Südkoreaner des Landes und kündigte an, die südkoreanischen Anlagen zu beschlagnahmen.
Im April 2016 erließ die Regierung der Volksrepublik China ein Importverbot für Eisenerz und Kohle aus Nordkorea. Mitte Juni 2016 untersagte Peking den Export für waffenfähige Güter in das Nachbarland.

#### 9. September
Am 9. September 2016 wurde nahe dem nordkoreanischen Testgelände Punggye-Ri ein Erdbeben der Stärke 5,3 gemessen. Wenige Stunden später bestätigten nordkoreanische Staatsmedien, ein fünfter, erfolgreicher Atomwaffentest habe stattgefunden. Nach ersten Schätzungen gehen ausländische Experten von einer Sprengkraft von etwa zehn Kilotonnen aus. Nordkorea sprach von einem neuentwickelten Sprengkopf. Der Atomtest sorgte international für Entrüstung. NATO-Generalsekretär Jens Stoltenberg forderte Nordkorea auf, alle nuklearen Aktivitäten und auch Tests mit ballistischen Raketen umgehend einzustellen. In Südkorea wurde der Nationale Sicherheitsrat zu einer Dringlichkeitssitzung einberufen, und auch das chinesische Außenministerium übte Kritik. Japan kündigte die Entsendung von Spezialflugzeugen an, um Luftproben zu entnehmen. In Deutschland wurde der Botschafter Nordkoreas einbestellt.

### Kernwaffentest 2017 (6. und bisher letzte Test)

#### 3. September
Japans Außenminister Tarō Kōno und südkoreanische Medien gaben am 3. September 2017 bekannt, dass Nordkorea wohl erneut einen Kernwaffentest durchgeführt habe. Darauf deuteten die Messungen verschiedener Erdbebenwarten, die zwei Erdstöße registrierten. Die amerikanische USGS gab die Stärken mit 6,3 und 4,6 an. Die erste Erschütterung rühre demnach von einer Explosion, die zweite, etwa 8 Minuten später, von einem Einsturz.
Wenige Stunden nach diesen Meldungen gaben nordkoreanische Staatsmedien an, dass das Land eine Wasserstoffbombe getestet habe.
Während die Sprengkraft der letzten Tests 2013 bis 2016 im Bereich von 10 bis 25 Kilotonnen TNT-Äquivalent lag, liegt die Sprengkraft der Explosion vom 3. September 2017 nach ersten Abschätzungen im Bereich weniger hundert Kilotonnen TNT-Äquivalent.

## Entwicklungen Kernwaffenprogramm

### Jahr 2009
Am 6. August 2009 forderte Obama Nordkorea auf, sein Kernwaffenprogramm aufzugeben und sein „provokatives Verhalten“ zu beenden; die Vereinigten Staaten wollten „das Wohl des nordkoreanischen Volkes“.
Dessen ungeachtet gab die nordkoreanische Regierung Anfang September 2009 bekannt, die Endphase der Uran-Anreicherung und damit einen weiteren Weg zum Bau von Kernwaffen erreicht zu haben. Aus Kernbrennstäben gewonnenes Plutonium solle gleichzeitig waffenfähig gemacht werden.

### Jahr 2010
Ende November 2010 wurde ein Bericht veröffentlicht, wonach das nordkoreanische Kernwaffenprogramm weiter fortgeschritten ist als bislang angenommen. Am 27. Februar 2011 kündigte Nordkorea an, sein Kernwaffenprogramm weiter auszubauen.

### Jahr 2012
Am 29. Februar 2012 erklärte Nordkorea ein Stillhalteabkommen (Moratorium) für die Anreicherung von Uran, welches auch das Testen von Langstreckenraketen mit einschließt, im Gegenzug für Verhandlungen über Lebensmittellieferungen seitens der USA. Nordkorea erlaubte außerdem Inspektoren der IAEO den Zutritt zur Kerntechnischen Anlage Nyŏngbyŏn, die die Einhaltung des Moratoriums überprüfen sollen.
Mitte April 2012 nahm das Land eine Verfassungsänderung vor und bezeichnete sich seither selbst offiziell als Atommacht.

### Jahr 2014
In seiner Neujahrsansprache drohte Regierungschef Kim Jong-un mit einer „massiven nuklearen Katastrophe“, die auch die USA betreffen würde, sollte erneut ein Krieg auf der koreanischen Halbinsel ausbrechen.
Am 5. September 2014 wurde ein Bericht der IAEO veröffentlicht, nach dem der Kernreaktor-Nyŏngbyŏn offenbar wieder in Betrieb sei. Entsprechende Hinweise wurden auf Satellitenbildern gefunden.

### Jahr 2015
Am 10. Januar 2015 bot Nordkorea den USA das Ende seiner Atomwaffentests an. Bedingung dafür seien der Verzicht der USA auf gemeinsame Militärmanöver mit Südkorea. Die nordkoreanische Regierung hat Mitte Mai die Meldung verbreitet, sie verfüge über die Fähigkeit, Nuklearwaffen derartig zu miniaturisieren, dass sie sich mit Langstreckenraketen ans Ziel befördern lassen.

### Jahr 2022
Kim Jong Un erklärte am 26. April 2022 in einer Rede in Pjongjang anlässlich einer Militärparade, dass die Nuklearfähigkeiten Nordkoreas mit dem schnellsten Tempo zu stärken seien. In den Monaten zuvor hatte Nordkorea mehrfach Raketentests vorgenommen, auch mit einer Interkontinentalrakete.

### Jahr 2025
Im Zuge der US-südkoreanischen Militärübung Ulchi Freedom Shield (UFS) hält die Führung Nordkoreas eine weitere nukleare Aufrüstung für notwendig.

## Entwicklungen Waffensysteme

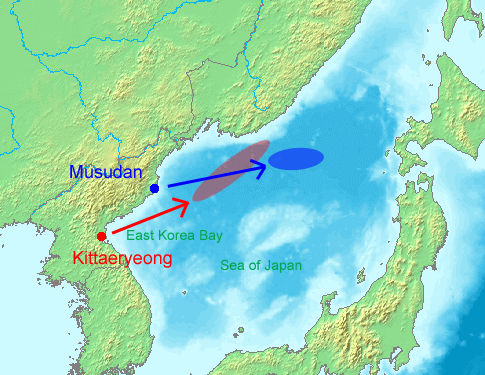
Raketenstarts am 5. Juli 2006 (Taepodong-2 blau, andere rot)

Nordkorea arbeitet ständig an neuen Waffensystemen und präsentiert diese häufig über die Staatsmedien (KCNA), wenn neue Systeme getestet oder bereitgestellt werden. Die übergeordnete Organisation für das Weltraum – und damit auch teilweise das Interkontinentalraketenprogramm – ist die National Aerospace Development Administration. 
Ein Beispiels ist die seit 2006 in Entwicklung befindliche Interkontinentalrakete des Typs Taepodong-2, die mit einem Kernsprengkopf bestückt die Westküste der Vereinigten Staaten erreichen können soll. 
Bei einer Militärparade im Frühjahr 2007 zum 75. Jahrestag der Gründung der Volksarmee soll US-amerikanischen Geheimdienstberichten zufolge ein neuartiger Raketentyp präsentiert worden sein.
Im Dezember 2019 behauptete Kim Jong-un, dass Nordkorea im Besitz einer neuartigen Raketentechnik sei. Darüber hinaus würde man sich nicht mehr an die Verpflichtungen aus dem Atomabkommen mit den Vereinigten Staaten gebunden fühlen. Das schließt potenzielle neue Kernwaffentests ein.
Im September 2021 testete das Land nach eigenen Angaben erfolgreich eine neuartige Hyperschall-Rakete namens Hwasong-8.